# Basilio Amati
Basilio Amati (Savignano di Romagna, 13 gennaio 1780 – Savignano di Romagna, 28 agosto 1830) è stato uno scrittore italiano.

## Biografia
Dopo i primi anni di studio si trasferì a Roma da suo fratello Girolamo dove diventò medico chirurgo. Momentaneamente si trasferì per qualche tempo in Francia, tornato si dedicò allo studio diventando notaio, e al lavoro come custode dell'archivio Savignanese. Prima della morte collaborò alla compilazione del Dizionario della lingua italiana, stampato a Bologna dal 1818 al 1826, e scrisse alcune opere note al suo tempo.

## Opere
- L'isola del Congresso Triumvirale la Selva Litana e il fiume Rubicone ricerche di Basilio Amati, Pesaro, Tipografia Nobili, 1828.
- Delle origini romagnuole. Opera postuma di Basilio Amati, savignanese, Forlì, Tipografia Casali, 1831.

### Curatele
- Franco Sacchetti, La battaglia delle vecchie con le giovani. Canti due di Franco Sacchetti. Pubblicati per la prima volta ed illustrati da Basilio Amati di Savignano, Bologna, Fratelli Masi e compagno, 1819.